# Junonia atlites
Junonia atlites (лат.) — дневная бабочка из семейства нимфалид.

## Описание

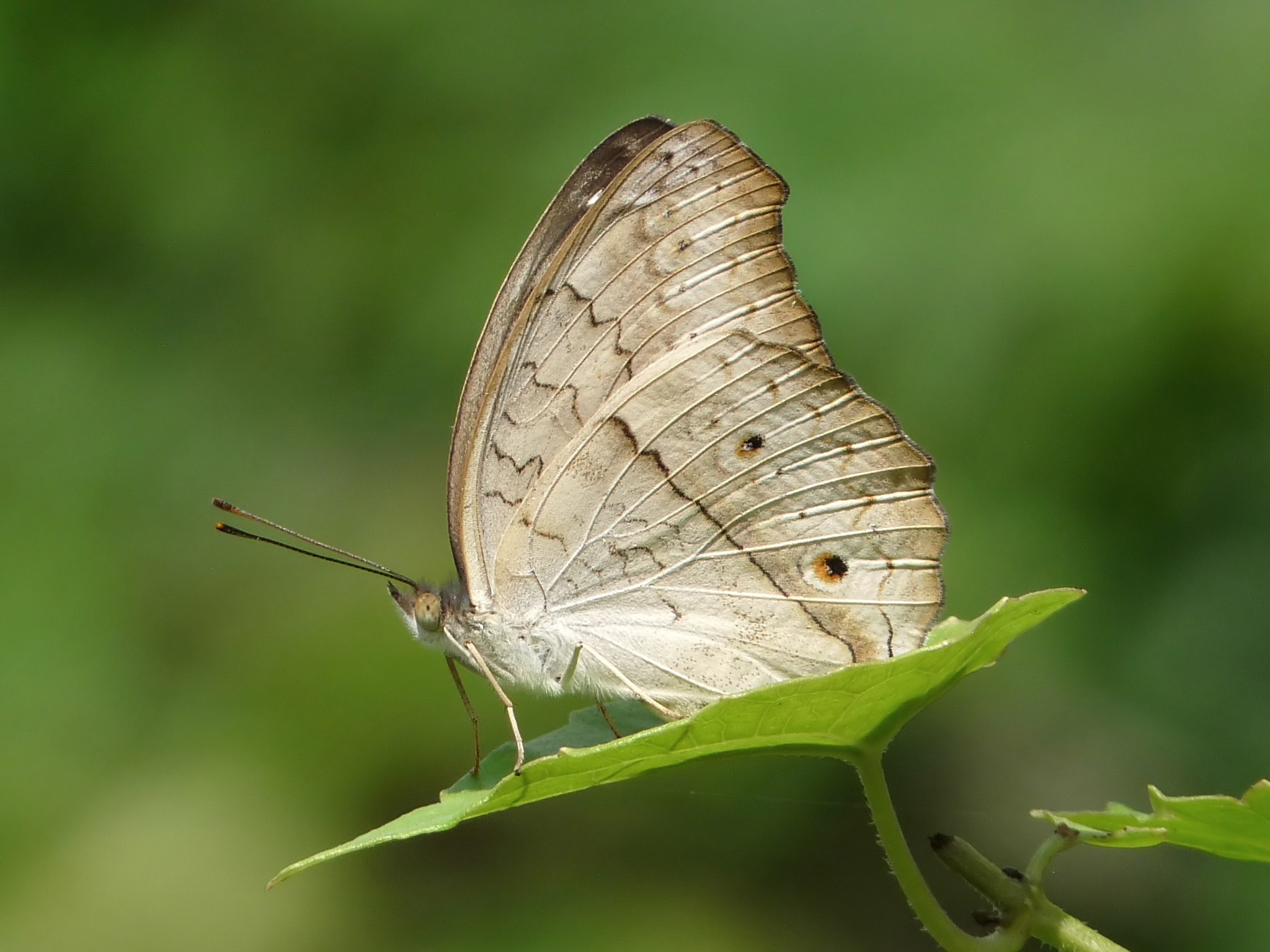

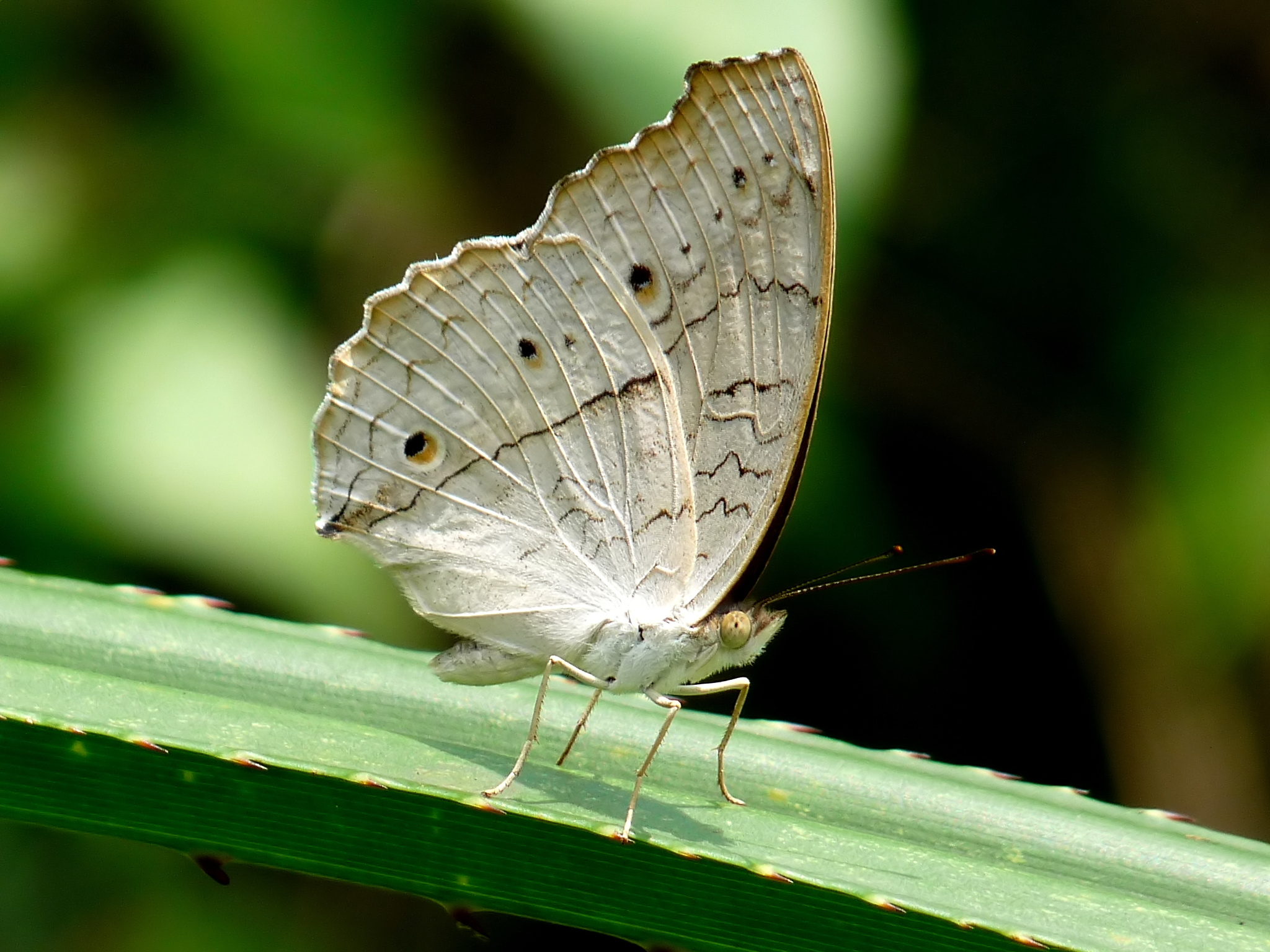
Junonia atlites

Окраска верхней стороны крыльев обоих полов бледно-лавандовые с коричневым рисунком.
Передние крылья имеют поперечные темные полосы. Вершины крыльев затемнены.
Задние крылья с извилистые поперечными темными полосами. Щупики большие, косо торчащие вперед. Передние ноги редуцированы, не используются при хождении, лишены коготков и покрыты густыми волосками. Задние голени с одной парой шпор.

## Кормовые растения гусениц
Гусеницы питаются на растениях Asteracantha longifolia, Alternanthera philoxeroides, Barleria, Hygrophila lancea, и Hygrophila salicifolia.